# 南梁镇 (华池县)
南梁镇，是中华人民共和国甘肃省庆阳市华池县下辖的一个乡镇级行政单位。
2012年5月3日，甘肃省民政厅批复同意撤销南梁乡，设立南梁镇。

## 行政区划
南梁镇下辖以下地区：
荔园堡村、高台村、白马庙村和南梁林场。